# Pucajirca
Pucajirca o Pucahirca (posiblemente del Quechua puka rojo, Quechua ancashino hirka montaña, "montaña roja") es una montaña en la Cordillera Blanca en los Andes del Perú, con una altura aproximada de 6,046 m (19,836 pies). Se encuentra en la región de Ancash, provincia de Pomabamba, distrito de Pomabamba (Pucajirca Norte), así como en la provincia de Huaylas, distrito de Yuracmarca (Pucajirca central) al norte de Rinrijirca. 
La montaña tiene tres cumbres separadas e independientes: Pucajirca Norte (6.046 m), Central (6.014 m) y Oeste (6.039 m).
La cumbre de Pucajirca Norte se logró ascender por primera vez el 14 de julio de 1955 por Nick Clinch y Andrew Kauffman II. Erwin Schneider ascendió a Pucajirca Oeste en la década de 1930.

## Recomendaciones
- Tener en cuenta que cuando se escala una montaña glaciar se deben llevar anteojos para nieve.
- Llevar zapatos especiales para escalar.
- Priorizar el abrigo.
- Conocer la ruta de acceso.